# 消除老師的方程式。
《消除老師的方程式》（せんせいをけすほうていしき。，簡稱）是於2020年10月31日起在朝日電視台的「周六深夜電視劇」時段播放的電視劇。主演是田中圭。台灣由friDay影音、KKTV、LiTV 線上影視同步跟播。此刻同時亦有在Netflix上架。
廣告標語是「你想殺了我嗎？我不討厭這種事。」

## 故事概要
有一天，數學老師義澤經男擔任了名牌私立高中帝千學園3年D班的新班導。東大升學率也在東京都内屈指可數的高中—帝千學園中，3年D班是成績優秀的學生的班級，但此前一直擔任這個班的班導精神不斷被侵蝕，半年之間有3名教師因此辭職。其實這個班级是把班導逼到窮途末路，用遊戲的感覺享受他們崩潰的樣子的學生們的巢穴。
D班的學生們像往常一樣用刁難人的發言和問題把義澤推向精神的深淵，但他以：「只要帶着笑容，幸福就會隨之而來」為座右銘與學生們接觸，沒有氣餒的樣子。對精神攻擊毫不氣餒的義澤，學生們接着進行物理攻擊，使義澤受傷，但義澤卻不知道為甚麼笑嘻嘻地對學生們發脾氣。雖然是這樣的義澤，但不知為何，他熟知D班學生們的私生活，並以此為暗示，動搖學生們的心。義澤不顧精神上的攻擊和物理上的攻擊，對熟悉自己的義澤感到害怕的學生們終於越過了界限，企圖用接近完全犯罪的形式，計劃把他殺死。

## 登場人物

### 主要人物
義澤經男（よしざわ つねお），演：田中圭
本作品的主角。是帝千学园3年D班的新班主任。负责的科目是数学。义泽经男这个名字也被称为义经。
他自愿担任了过去好几名即将退休的3年D班的班主任。「只要保持笑容，幸福就会随之而来！」为座右铭，无论被学生们怎样刁难的发言和提问，他都始终保持笑容，无论受到物理攻击还是受伤，他总是笑嘻嘻的。不知为何，他熟知学生们的私人資訊，并微笑着指导学生。
口头禅是「我不讨厌」。

### 帝千學園
是一所名牌私立高中，东京大学升学率高达60%，是东京都内屈指可数的升学学校。校训是自律、礼节、睿智。

#### 3年D班学生
在帝千学园中成绩优秀的学生聚集的班级。4名学生中，除了刀矢以外，还有3名学生依仗着父母的权力为所欲为。
藤原刀矢（ふじわら とうや），演：高橋文哉
4C之一。学园第一的优等生。在反抗教师的学生中，他是唯一采取常识态度的学生。父亲是检察机关的首长。
虽然在表面上扮演优等生，但在背后作为4C的领导人，斥责屈服于义经的力量的劍力，还打了他一巴掌，具有暴力的一面。在赖田的唆使下，他们提议杀掉对自己不利的义经。
長井弓（ながい ゆみ），演：久保田紗友
4C之一。人气女学生。有什么达观的地方。被东大理三录取。母亲是有名的女医生。
大木薙（おおき なぎ），演：森田想
4C之一。在学校的地位屬於前列。让D班的女学生用匹配应用程式「爸爸活」。父亲是人气饮食连锁店“饺子生活”的社长。
劍力（つるぎ りき），演：高橋侃
4C之一。试图用暴力支配其他学生的男学生。父亲是大型建筑公司的社长，叔叔是政治家。
有個年长10岁的哥哥，但被父亲贤治过分期望被压力压垮，贤治認為是失败作品，然後贤治對哥哥的期望轉移到自己身上。由於對自己可能失敗有壓力，他在學校對同學施加暴力。
伊吹命（いぶき めい），演：秋谷郁甫
家里蹲的男学生。
宮下加奈（みやした かな），演：榊原有那
因为想和長井弓和大木薙等人做朋友，所以在「爸爸活」赚来的钱交给他们，但他的内心想摆脱现状。
早川京子（はやかわ きょうこ），演：川瀬莉子
她憧憬着人气女学生的長井弓，想尽量接近她。
玉木讓（たまき ゆずる），演：田中亨
虽然无法违抗用暴力来左右班级的劍力，但是當知道因為是来自父亲的压力，说了「真可怜啊」，而停止屈服於暴力。

### 教師
賴田朝日（よりた あさひ），演：山田裕貴
3年D班副班導。
看着在短时间内因心理状态不佳而离职的历代班主任，很担心新班導义泽。右侧额头上有高中时期的伤痕，一旦感到压力和不安，就会出现头痛的症状。
虽然表面上表现出仰慕义经的姿态，但背地里却煽动4C等人，想让刀矢殺掉义经。
安田町子（やすだ まちこ），演：奥山かずさ
保健教师。
义泽和赖田嬉戏的样子很萌，想要加入到二人的对话中。
让义泽称呼自己为「马奇子老师」。
佐倉清（さくら きよし），演：手塚とおる
校长。
因3年D班的班導接二连三辞职，聘请了义泽。

### 3年D班学生家长
長井華（ながい はな），演：青山倫子
長井弓的母亲。蓝泽大学医学院附属医院脑神经外科医生。在电视节目中担任解说员等是有名的女医生。

### 其他
前野靜（まえの しずか），演：松本真理香
义泽的恋人。高中教师。
以结婚为前提与义泽同居，但目前处于昏迷状态，被切开气管，戴上人工呼吸器后住院。

## 工作人员
- 編劇：鈴木おさむ
- 導演：小松隆志
- 製作人：秋山貴人（朝日電視台）、遠田孝一（MMJ）、小路美智子（MMJ）
- 音樂：HAL
- 主題曲：秋山黄色《サーチライト》（EPIC Records Japan）[2]
- 角色合作：樱木俊平
- 制作：朝日電視台、MMJ

## 外部連結
- 『先生を消す方程式。』（テレビ朝日公式サイト）
  - 土曜ナイトドラマ『先生を消す方程式。』テレビ朝日公式的X（前Twitter）
  - 土曜ナイトドラマ『先生を消す方程式。』テレビ朝日公式的Instagram帳戶
- YouTube上的【頼田朝日の方程式。最凶の授業】播放列表
- YouTube上的【先生を消す方程式。】ドラマ好き芸能人が即考察！生配信【主演田中圭×脚本鈴木おさむ】播放列表